# Kallanaikanahalli, Arsikere
Kallanaikanahalli là một làng thuộc tehsil Arsikere, huyện Hassan, bang Karnataka, Ấn Độ.